# グレゴリー・ワニエ
グレゴリー・ヒュー・ワニエ（Gregory Hugh Wannier, 1911年12月30日 - 1983年10月21日）はスイス出身の物理学者。ワニエ関数と呼ばれる直交関数の完全系を考案したことで知られる 。ワニエ関数は固体物理学の研究者にとって、不可欠な手法となっている。また、イジング模型の研究を通じて、強磁性体の理論に貢献した。正方格子上のイジング模型におけるクラマース–ワニエ双対性は、相転移が起きる転移温度を厳密に与える。

## 経歴
バーゼル大学でエルンスト・シュテュッケルベルクの指導の下、1935年に博士号を授与された。1936/1937年の学年度にプリンストン大学でポスドクの交換学生として、教授であったユージン・ウィグナーと研究した。その後、産業界に移るまではアメリカのいくつかの大学で教鞭をとり、1946年から1960年の期間は産業界で研究を行った。ソコニー・ヴァキューム研究所に勤務した後、1949年からベル研究所に所属した。ベル研究所では物理エレクトロニクスの研究グループに属し、ウィリアム・ショックレー、コンヤーズ・ヘリング、ジョン・バーディーン、チャールズ・キッテル、フィリップ・アンダーソンが同僚であった。1961年にはオレゴン大学に移り、産業界からアカデミアに戻った。1977年に名誉教授として、オレゴン大学を退任した。
大学院生や客員教授とともに、結晶 の特性に関する一連の重要な論文を報告した。さらに、固体物理学と統計力学に関する広く読まれている教科書を出版した。1983年10月21日に亡くなるまで、多くの人たちから分野内における最も著名なメンバーとされていた。アメリカ物理学会 の会員であった。

## 著作
- Elements of solid state theory, Cambridge University Press 1959. Elements of solid state chemistry (Wannier, Gregory H.)[6]
- Statistical Physics, Wiley 1966;[7] reprint Dover 1987, 2010